# Saint-Hippolyte-de-Caton
Saint-Hippolyte-de-Caton település Franciaországban, Gard megyében. Lakosainak száma 272 fő (2022. január 1.). Saint-Hippolyte-de-Caton Euzet, Monteils, Saint-Étienne-de-l’Olm, Saint-Jean-de-Ceyrargues és Saint-Just-et-Vacquières községekkel határos.

## Népesség
A település népessége az elmúlt években az alábbi módon változott:
| Lakosok száma | 138  | 135  | 158  | 194  | 213  | 215  | 213  | 233  | 249  | 272  |
|               | 1968 | 1982 | 1990 | 2006 | 2013 | 2015 | 2017 | 2019 | 2020 | 2022 |